# Empréstimo de títulos
O empréstimo de títulos é uma operação praticada nos mercados financeiros que consiste em emprestar títulos contra a promessa de restituição de títulos da mesma natureza numa data futura, geralmente após alguns dias ou semanas, e mediante uma comissão paga pelo tomador ao emprestador. 
Os termos do empréstimo são regidos por um contrato que obriga o tomador a fornecer uma garantia ao emprestador, em espécie, de títulos do setor público, ou de uma letra de crédito de valor pelo menos igual ao dos títulos emprestados.
O empréstimo de títulos é geralmente de curta duração, de uma dia a vários meses. Pode ser aberto, isto é, a data de vencimento não é fixada à partida. Em todo caso, o emprestador tem o direito de reclamar a devolução dos títulos: o facto dos títulos serem emprestados não deve contraria uma decisão de venda de parte do gerente. 
Todos os valores mobiliários podem ser emprestados, mas esta prática é geralmente limitada às ações cotadas em bolsa. 